# Československá hokejová reprezentace
Československá hokejová reprezentace vznikla po rozpadu Rakouska-Uherska. Kromě přerušení ve válečných letech 1939–1945, kdy ji vystřídala hokejová reprezentace Protektorátu Čechy a Morava, reprezentovala Československo v ledním hokeji, a to do roku 1992. Poté se stala jejím nástupcem česká hokejová reprezentace, kterou IIHF ponechala v elitní skupině A, zatímco slovenská hokejová reprezentace byla přeřazena do skupiny C. Za dobu své existence šestkrát vyhrála mistrovství světa (1947, 1949, 1972, 1976, 1977, 1985).

## Olympijské hry
Účast na olympijských hrách
| OH       | Místo konání OH                     | Umístění         | Kapitán            | Trenéři                                    | Soupiska |
| -------- | ----------------------------------- | ---------------- | ------------------ | ------------------------------------------ | -------- |
| LOH 1920 | Belgie Antverpy                     | Bronzová medaile | Josef Šroubek      |                                            | Soupiska |
| ZOH 1924 | Francie Chamonix                    | 5. místo         | Josef Šroubek      |                                            | Soupiska |
| ZOH 1928 | Švýcarsko Svatý Mořic               | 7. místo         | Josef Šroubek      |                                            | Soupiska |
| ZOH 1932 | USA Lake Placid                     | Ne               | Ne                 | Ne                                         | Ne       |
| ZOH 1936 | Německá říše Garmisch-Partenkirchen | 4. místo         | Josef Maleček      |                                            | Soupiska |
| ZOH 1948 | Švýcarsko Svatý Mořic               | Stříbrná medaile | Vladimír Zábrodský | Mike Buckna                                | Soupiska |
| ZOH 1952 | Norsko Oslo                         | 4. místo         | Karel Gut          | Jiří Tožička, Josef Herman                 | Soupiska |
| ZOH 1956 | Itálie Cortina d'Ampezzo            | 5. místo         | Karel Gut          | Vladimír Bouzek                            | Soupiska |
| ZOH 1960 | USA Squaw Valley                    | Stříbrná medaile | Karel Gut          | Eduard Farda, Ladislav Horský              | Soupiska |
| ZOH 1964 | Rakousko Innsbruck                  | Bronzová medaile | Vlastimil Bubník   | Jiří Anton, Vladimír Kostka                | Soupiska |
| ZOH 1968 | Francie Grenoble                    | Stříbrná medaile | Jozef Golonka      | Vladimír Kostka, Jaroslav Pitner           | Soupiska |
| ZOH 1972 | Japonsko Sapporo                    | Bronzová medaile | Josef Černý        | Vladimír Kostka, Jaroslav Pitner           | Soupiska |
| ZOH 1976 | Rakousko Innsbruck                  | Stříbrná medaile | František Pospíšil | Karel Gut, Ján Starší                      | Soupiska |
| ZOH 1980 | USA Lake Placid                     | 5. místo         | Bohuslav Ebermann  | Karel Gut, Luděk Bukač, Stanislav Neveselý | Soupiska |
| ZOH 1984 | Jugoslávie Sarajevo                 | Stříbrná medaile | František Černík   | Luděk Bukač, Stanislav Neveselý            | Soupiska |
| ZOH 1988 | Kanada Calgary                      | 6. místo         | Dušan Pašek        | Ján Starší, František Pospíšil             | Soupiska |
| ZOH 1992 | Francie Albertville                 | Bronzová medaile | Tomáš Jelínek      | Ivan Hlinka, Jaroslav Walter               | Soupiska |

## Mistrovství světa
Účast na mistrovství světa
| MS      | Místo konání                                         | Umístění                 | Kapitán            | Trenéři                              | Soupiska | Soupiska na eliteprospects |
| ------- | ---------------------------------------------------- | ------------------------ | ------------------ | ------------------------------------ | -------- | -------------------------- |
| MS 1930 | Francie, Rakousko, Německo (Chamonix, Vídeň, Berlín) | 6. místo                 |                    |                                      | Soupiska | Zde                        |
| MS 1931 | Polsko (Krynica-Zdrój)                               | 5. místo                 |                    |                                      | Soupiska | Zde                        |
| MS 1933 | Československo (Praha)                               | Bronzová medaile         | Josef Maleček      |                                      | Soupiska | Zde                        |
| MS 1934 | Itálie (Milán)                                       | 5. místo                 |                    |                                      | Soupiska | Zde                        |
| MS 1935 | Švýcarsko (Davos)                                    | 4. místo                 |                    |                                      | Soupiska | Zde                        |
| MS 1937 | Velká Británie (Londýn)                              | 6. místo                 | Josef Maleček      |                                      | Soupiska | Zde                        |
| MS 1938 | Československo (Praha)                               | Bronzová medaile         | Josef Maleček      | Mike Buckna                          | Soupiska | Zde                        |
| MS 1939 | Švýcarsko (Curych, Basilej)                          | 4. místo                 | Josef Maleček      | Mike Buckna                          | Soupiska | Zde                        |
| MS 1947 | Československo (Praha)                               | Zlatá medaile            | František Pácalt   | Mike Buckna                          | Soupiska | Zde                        |
| MS 1949 | Švédsko (Stockholm)                                  | Zlatá medaile            | Vladimír Zábrodský | Antonín Vodička                      | Soupiska | Zde                        |
| MS 1950 | Velká Británie (Londýn)                              | bez účasti ČSR           | -                  | -                                    | -        | -                          |
| MS 1951 | Francie (Paříž)                                      | bez účasti ČSR           | -                  | -                                    | -        | -                          |
| MS 1953 | Švýcarsko (Curych, Basilej)                          | ČSR odstoupilo z turnaje | Karel Gut          | Eduard Farda                         | Soupiska | Zde                        |
| MS 1954 | Švédsko (Stockholm)                                  | 4. místo                 | Karel Gut          | Vladimír Bouzek, Jiří Anton          | Soupiska | Zde                        |
| MS 1955 | Západní Německo (Krefeld, Dortmund, Kolín nad Rýnem) | Bronzová medaile         | Karel Gut          | Vladimír Bouzek, Jiří Anton          | Soupiska | Zde                        |
| MS 1957 | Sovětský svaz (Moskva)                               | Bronzová medaile         | Karel Gut          | Vladimír Kostka, Bohumil Rejda       | Soupiska | Zde                        |
| MS 1958 | Norsko (Oslo)                                        | 4. místo                 | Karel Gut          | Bohumil Rejda                        | Soupiska | Zde                        |
| MS 1959 | Československo (Praha, Bratislava, Brno, Ostrava)    | Bronzová medaile         | Karel Gut          | Vlastimil Sýkora                     | Soupiska | Zde                        |
| MS 1961 | Švýcarsko (Ženeva, Lausanne)                         | Stříbrná medaile         | Vlastimil Bubník   | Zdeněk Andršt, Vladimír Kostka       | Soupiska | Zde                        |
| MS 1962 | USA (Colorado Springs)                               | bez účasti ČSR           | -                  | -                                    | -        | -                          |
| MS 1963 | Švédsko (Stockholm)                                  | Bronzová medaile         | Vlastimil Bubník   | Jiří Anton                           | Soupiska | Zde                        |
| MS 1965 | Finsko (Tampere)                                     | Stříbrná medaile         | František Tikal    | Vladimír Bouzek, Vladimír Kostka     | Soupiska | Zde                        |
| MS 1966 | Jugoslávie (Lublaň)                                  | Stříbrná medaile         | František Tikal    | Vladimír Bouzek, Vladimír Kostka     | Soupiska | Zde                        |
| MS 1967 | Rakousko (Vídeň)                                     | 4. místo                 | František Tikal    | Vladimír Kostka, Jaroslav Pitner     | Soupiska | Zde                        |
| MS 1969 | Švédsko (Stockholm)                                  | Bronzová medaile         | Jozef Golonka      | Vladimír Kostka, Jaroslav Pitner     | Soupiska | Zde                        |
| MS 1970 | Švédsko (Stockholm)                                  | Bronzová medaile         | Josef Černý        | Vladimír Kostka, Jaroslav Pitner     | Soupiska | Zde                        |
| MS 1971 | Švýcarsko (Bern, Ženeva)                             | Stříbrná medaile         | Josef Černý        | Vladimír Kostka, Jaroslav Pitner     | Soupiska | Zde                        |
| MS 1972 | Československo (Praha)                               | Zlatá medaile            | František Pospíšil | Vladimír Kostka, Jaroslav Pitner     | Soupiska | Zde                        |
| MS 1973 | Sovětský svaz (Moskva)                               | Bronzová medaile         | František Pospíšil | Vladimír Kostka, Jaroslav Pitner     | Soupiska | Zde                        |
| MS 1974 | Finsko (Helsinky)                                    | Stříbrná medaile         | František Pospíšil | Karel Gut, Ján Starší                | Soupiska | Zde                        |
| MS 1975 | Západní Německo (Mnichov, Düsseldorf)                | Stříbrná medaile         | František Pospíšil | Karel Gut, Ján Starší                | Soupiska | Zde                        |
| MS 1976 | Polsko (Katovice)                                    | Zlatá medaile            | František Pospíšil | Karel Gut, Ján Starší                | Soupiska | Zde                        |
| MS 1977 | Rakousko (Vídeň)                                     | Zlatá medaile            | František Pospíšil | Karel Gut, Ján Starší                | Soupiska | Zde                        |
| MS 1978 | Československo (Praha)                               | Stříbrná medaile         | Ivan Hlinka        | Karel Gut, Ján Starší                | Soupiska | Zde                        |
| MS 1979 | Sovětský svaz (Moskva)                               | Stříbrná medaile         | Ivan Hlinka        | Karel Gut, Ján Starší                | Soupiska | Zde                        |
| MS 1981 | Švédsko (Göteborg, Stockholm)                        | Bronzová medaile         | Milan Nový         | Luděk Bukač, Stanislav Neveselý      | Soupiska | Zde                        |
| MS 1982 | Finsko (Helsinky, Tampere)                           | Stříbrná medaile         | Milan Nový         | Luděk Bukač, Stanislav Neveselý      | Soupiska | Zde                        |
| MS 1983 | Západní Německo (Mnichov, Dortmund, Düsseldorf)      | Stříbrná medaile         | František Černík   | Luděk Bukač, Stanislav Neveselý      | Soupiska | Zde                        |
| MS 1985 | Československo (Praha)                               | Zlatá medaile            | Dárius Rusnák      | Luděk Bukač, Stanislav Neveselý      | Soupiska | Zde                        |
| MS 1986 | Sovětský svaz (Moskva)                               | 5. místo                 | Dárius Rusnák      | Ján Starší, František Pospíšil       | Soupiska | Zde                        |
| MS 1987 | Rakousko (Vídeň)                                     | Bronzová medaile         | Dušan Pašek        | Ján Starší, František Pospíšil       | Soupiska | Zde                        |
| MS 1989 | Švédsko (Stockholm, Södertälje)                      | Bronzová medaile         | Vladimír Růžička   | Pavel Wohl, Stanislav Neveselý       | Soupiska | Zde                        |
| MS 1990 | Švýcarsko (Bern, Fribourg)                           | Bronzová medaile         | Jiří Doležal       | Pavel Wohl, Stanislav Neveselý       | Soupiska | Zde                        |
| MS 1991 | Finsko (Helsinky, Turku, Tampere)                    | 6. místo                 | Bedřich Ščerban    | Stanislav Neveselý, Josef Horešovský | Soupiska | Zde                        |
| MS 1992 | ČSFR (Praha, Bratislava)                             | Bronzová medaile         | Tomáš Jelínek      | Ivan Hlinka, Jaroslav Walter         | Soupiska | Zde                        |

## Mistrovství Evropy
Účast na mistrovství Evropy
| MS      | Místo konání                                   | Umístění         | Kapitán | Trenéři | Soupiska |
| ------- | ---------------------------------------------- | ---------------- | ------- | ------- | -------- |
| ME 1921 | Švédsko (Stockholm)                            | Stříbrná medaile |         |         | Soupiska |
| ME 1922 | Švýcarsko (Svatý Mořic)                        | Zlatá medaile    |         |         | Soupiska |
| ME 1923 | Belgie (Antverpy)                              | Bronzová medaile |         |         | Soupiska |
| ME 1924 | Itálie (Milán)                                 | bez účasti ČSR   | -       | -       | -        |
| ME 1925 | Československo (Štrbské Pleso, Starý Smokovec) | Zlatá medaile    |         |         | Soupiska |
| ME 1926 | Švýcarsko (Davos)                              | Stříbrná medaile |         |         | Soupiska |
| ME 1927 | Rakousko (Vídeň)                               | 5. místo         |         |         | Soupiska |
| ME 1929 | Maďarsko (Budapešť)                            | Zlatá medaile    |         |         | Soupiska |
| ME 1932 | Německo (Berlín)                               | 5. místo         |         |         | Soupiska |

## Kanadský pohár
Účast na Kanadském poháru
| KP      | Místo konání                                                                                       | Umístění             | Kapitán            | Trenéři                         | Soupiska |
| ------- | -------------------------------------------------------------------------------------------------- | -------------------- | ------------------ | ------------------------------- | -------- |
| KP 1976 | Kanada, USA (Montreal, Toronto, Winnipeg, Ottawa, Quebec, Philadelphia)                            | prohra ve finále     | František Pospíšil | Karel Gut, Ján Starší           | Soupiska |
| KP 1981 | Kanada (Montreal, Winnipeg, Ottawa, Edmonton)                                                      | prohra v semifinále  | Milan Nový         | Luděk Bukač, Stanislav Neveselý | Soupiska |
| KP 1984 | Kanada, USA (Montreal, Halifax, Calgary, Edmonton, Vancouver, Buffalo, London)                     | 5. místo v ZČ        | Vladimír Caldr     | Luděk Bukač, Stanislav Neveselý | Soupiska |
| KP 1987 | Kanada (Montreal, Halifax, Calgary, Hamilton, Sydney, Regina)                                      | prohra ve semifinále | Dušan Pašek        | Ján Starší, František Pospíšil  | Soupiska |
| KP 1991 | Kanada, USA (Montreal, Toronto, Hamilton, Ottawa, Quebec, Saskatoon, Chicago, Detroit, Pittsburgh) | 6. místo v ZČ        | František Musil    | Ivan Hlinka, Jaroslav Walter    | Soupiska |

## Calgary pohár
Účast na Calgary poháru
| KP      | Místo konání     | Umístění      | Kapitán | Trenéři                        |
| ------- | ---------------- | ------------- | ------- | ------------------------------ |
| CP 1987 | Kanada (Calgary) | Zlatá medaile |         | Ján Starší, František Pospíšil |

## Utkání v národním týmu
| Hokejista          | Počet utkání | Počet branek | Roky      |
| ------------------ | ------------ | ------------ | --------- |
| Jiří Holík         | 319          | 132          | 1964–1977 |
| Oldřich Machač     | 293          | 37           | 1967–1978 |
| Vladimír Martinec  | 289          | 155          | 1970–1981 |
| František Pospíšil | 262          | 25           | 1967–1977 |
| Ivan Hlinka        | 256          | 132          | 1970–1981 |
| Miloslav Hořava    | 235          | 28           | 1981–1994 |
| Antonín Stavjaňa   | 231          | 21           | 1984–1996 |
| Jiří Bubla         | 230          | 37           | 1971–1980 |
| Miroslav Dvořák    | 228          | 14           | 1974–1983 |
| Václav Nedomanský  | 220          | 163          | 1965–1974 |

## Trenéři československé reprezentace
- 1946–1948 Mike Buckna (první oficiální kouč)
- 1949 Antonín Vodička
- 1950–1951 Josef Herman
- 1951–1952 Jiří Tožička, Josef Herman
- 1952–1953 Josef Herman, Eduard Farda
- 1953–1956 Vladimír Bouzek
- 1956–1957 Vladimír Kostka, Bohumil Rejda
- 1957–1958 Bohumil Rejda
- 1958–1959 Vlastimil Sýkora
- 1959–1961 Eduard Farda, Ladislav Horský (Eduard Farda těsně před MS 1961 tragicky zahynul)
- 1961–1962 Zdeněk Andršt, Vladimír Kostka (od MS 1961)
- 1962–1964 Jiří Anton
- 1964–1966 Vladimír Bouzek, Vladimír Kostka
- 1966–1967 Jaroslav Pitner
- 1967–1973 Vladimír Kostka, Jaroslav Pitner
- 1973–1979 Karel Gut, Ján Starší
- 1979–1980 Karel Gut, Luděk Bukač, Stanislav Neveselý
- 1980–1985 Luděk Bukač, Stanislav Neveselý
- 1985–1988 Ján Starší, František Pospíšil
- 1988–1990 Pavel Wohl, Stanislav Neveselý
- 1990–1991 Stanislav Neveselý, Josef Horešovský
- 1991–1993 Ivan Hlinka , Jaroslav Walter

## Celková bilance mezistátních utkání reprezentace Čech, Protektorátu Čechy a Morava a Československa 1909 - 1992
Mezistátní utkání Čech (1919 - 1914), Protektorátu Čechy a Morava (1940) a Československa 1920 - 1939, 1945 - 1992
| Soupeř             | Zápasy | Výhry | Remízy | Prohry | Skóre     |
| ------------------ | ------ | ----- | ------ | ------ | --------- |
| Austrálie          | 1      | 1     | 0      | 0      | 18:1      |
| Belgie             | 11     | 8     | 1      | 2      | 79:11     |
| Bulharsko          | 1      | 1     | 0      | 0      | 14:1      |
| Finsko             | 152    | 110   | 20     | 22     | 730:323   |
| Francie            | 10     | 6     | 2      | 2      | 32:21     |
| Itálie             | 7      | 7     | 0      | 0      | 57:5      |
| Japonsko           | 9      | 9     | 0      | 0      | 112:12    |
| Jugoslávie         | 3      | 3     | 0      | 0      | 58:1      |
| Kanada             | 152    | 63    | 19     | 70     | 479:524   |
| Lotyšsko           | 2      | 2     | 0      | 0      | 16:0      |
| Maďarsko           | 8      | 6     | 2      | 0      | 22:3      |
| NDR                | 61     | 58    | 2      | 1      | 527:100   |
| Německo            | 72     | 55    | 7      | 10     | 401:130   |
| Norsko             | 18     | 18    | 0      | 0      | 141:23    |
| Polsko             | 43     | 39    | 2      | 2      | 327:58    |
| Rakousko           | 29     | 25    | 0      | 4      | 177:35    |
| Rumunsko           | 8      | 8     | 0      | 0      | 78:6      |
| Slovensko          | 1      | 1     | 0      | 0      | 12:0      |
| SSSR / SNS / Rusko | 176    | 46    | 27     | 103    | 452:642   |
| z toho Rusko       | 5      | 1     | 0      | 4      | 10:14     |
| z toho SNS         | 2      | 1     | 0      | 1      | 4:5       |
| z toho SSSR        | 169    | 44    | 27     | 98     | 438:623   |
| Španělsko          | 1      | 1     | 0      | 0      | 9:2       |
| Švédsko            | 241    | 140   | 26     | 75     | 845:616   |
| Švýcarsko          | 68     | 51    | 3      | 14     | 380:137   |
| USA                | 82     | 51    | 6      | 25     | 424:235   |
| Velká Británie     | 10     | 5     | 0      | 5      | 28:31     |
| Celkem             | 1166   | 714   | 117    | 335    | 5418:2917 |

Poznámky k utkáním: 
- 18. 2. 1921 Utkání ČSR – výběr Stockholmu česká strana správně neuznává jako oficiální. Švédská strana ho za oficiální považuje. Dobový Prager Tagblatt o utkání informoval jako o týmech ČSR a Švédska.
- 21. 2. 1921 (ME) Utkání Švédsko – ČSR konečný výsledek zápasu je sporný. Švédská hokejová federace uznává výsledek 7:4, česká strana 6:4.
- 17. – 19. 2. 1922 Utkání s Velkou Británií a Švýcarskem o pohár hotelu Kulm, Kulm Cup, nepovažuje česká strana jako oficiální.
- 12. – 14. 2. 1923 Utkání s Belgií a pařískými Kanaďany na Jean Potin Cupu, nepovažuje česká strana jako oficiální.
- 8. a 10. 3 1928 Utkání ČSR – Francie a Velká Británie neuvádí česká strana jako oficiální.
- 29. 1. 1935 Utkání ČSR – Švédsko je švédskou stranou uznávané jako oficiální, českou nikoli. Dobový Sport–Tagblatt píše, že se jedná u obou soupeřů o národní týmy.
- 27. 2. 1938 Utkání ČSR – Švédsko utkání bylo dodatečně anulováno pro nezpůsobilou hrací plochu.
- 1967 Utkání na Ceně Izvěstijí česká strana nepovazuje za oficiální.
- 12. 3. 1969 Utkání ČSSR – USA se správně započítává jako oficiální. Američané nechtěli hrát proti B–týmu, tak ČSSR postavilo druhý celek, který byl složený z náhradníků širšího kádru áčka doplněný nejlepšími juniory. První tým s lepšími hráči hrál ve stejný den utkání v Praze proti Kanadě.
- 17. 12. 1971 Utkání ČSSR – Švédsko švédská strana nepočítá mezi oficiální (hrálo Švédsko „23“ tzv. Vikingové). Česká strana ho však započítává.
- 12. 4. 1974 (MS) Utkání Finsko – Československo 5:2 byla pro doping hráče Stiga Wetzella (FIN) kontumováno 5:0 ve prospěch týmu ČSSR.
- 10. 2. 1976 (ZOH) Utkání Československo – Polsko 7:1 bylo pro pozitivní dopingový test Františka Pospíšila kontumováno 0:1 ve prospěch Polska.
- 27. 4. 1987 (MS) Utkání Československo – USA 4:2 bylo pro doping hráče Scotta Younga (USA) kontumováno 4:0 ve prospěch ČSSR.
- 19. 4. 1989 (MS) Utkání Československo – USA 5:4 byla pro doping hráče Corey Millena (USA) kontumována 5:0 ve prospěch ČSSR.

## Galerie dresů reprezentace
| MS 1963–1966, 1970 a 1972–1973 | MS 1967 | MS 1968–1969 a 1971 | MS 1975–1984 |
|                                |         |                     |              |

| MS 1985–1988 | ZOH 1988 | MS 1989–1990 | MS 1991–1992 |
|              |          |              |              |